# Joshua Oigara
Joshua Nyamweya Oigara (nascido em 1975, Kisii, Quênia) é o atual CEO do Grupo Kenya Commercial Bank Group, o maior grupo bancário do Quênia por base de ativos. Aos 37 anos, sua nomeação em novembro de 2012 para substituir o CEO cessante Martin Oduor-Otieno fez dele o mais jovem CEO de um banco de capital aberto da NSE. Antes de sua nomeação, atuou como Diretor Financeiro e Membro do Conselho de Administração da Companhia entre 12 de janeiro de 2012 e janeiro de 2013. Ele também atuou como Diretor Financeiro do Grupo no KCB Bank Group para a África Oriental.
Ele ingressou no Banco em novembro de 2011, vindo da Bamburi Cement, onde atuou como Diretor Financeiro do Grupo e Diretor Financeiro da região da África Oriental. Oigara é bacharel em Comércio pela Universidade de Nairóbi e mestre em Administração de empresas pela Universidade Edith Cowan e uma série de outras qualificações.

## Contexto e Educação
Os pais de Joshua Oigara, William e Diana Oigara, eram professores e fazendeiros de chá no Esquema de assentamento de Gesima, em Borabu, onde ele cresceu.
Após o colegial, ele foi admitido na Universidade de Nairóbi por um Bacharelado em Comércio (diploma em contabilidade). Ele também obteve sua certificação contábil na Strathmore University School of Accounting, graduando-se em ambos em 1997.

## Vida pessoal e patrimônio líquido
Oigara é casado, pai de três filhos.
Em 2015, Joshua Oigara declarou publicamente sua riqueza como: um patrimônio líquido de Shs. 220 milhões, compostos pelo total de ativos da Shs. 350 milhões e obrigações de empréstimo da Shs. 130 milhões e um salário bruto mensal de Shs. 4.9 milhões.